# Munții Ciulîșman
Munții Ciulîșman (în rusă Чулышманское нагорье – literalmente „zona muntoasă Ciulîșman”) sunt situați în partea de est a munților Altai, în raionul Ulagan⁠(d) din Republica Altai. Se ridică între valea râului Ciulîșman⁠(d) și lanțul Șapșal⁠(d), cu înălțimi variind între 1.500 și 3.148 m (vârful Kurkurebaji).

## Caracteristici fizico-geografice
În munții Ciulîșman predomină un relief accidentat, cu platouri și vârfuri izolate de înălțimi medii. Sunt brăzdați de canioanele săpate de râuri. Zonele umede sunt pe alocuri mlăștinoase, iar văile sunt aproape totalmente acoperite cu păduri.
Toate râurile sunt tipice de munte, cu cascade și curenți turbulenți. O excepție este râul omonim Ciulîșman⁠(d) în zona sa de revărsare, unde el curge liniștit, împărțindu-se în brațe, de-a lungul unei văi destul de largi. În amonte, râul Ciulîșman curge printr-un defileu adânc cu ziduri de aproape un kilometru înălțime, din care se desprind cascade cu dimensiuni și debituri variate.

## Floră
Vegetația de pe versanți este o taiga dominată de larice și pin siberian. De la 2.000 m în sus se întâlnește vegetație de tundră stâncoasă. Flora locală numără aproximativ 450 de specii de „plante sensu strictissimo⁠(d)”, cu un nivel ridicat de endemism (14,6%): specii mongolo-saiano-altaice, mongolo-altaice și altaice. Se evidențiază Aconitum altaicum⁠(d), Veronica porphyriana⁠(d), Veronica pinnata⁠(d), Erythronium sibiricum⁠(d), Oxytropis alpestris⁠(d) etc. Multe dintre aceste plante sunt specii rare. Aici cresc și un număr mare de xerofite.

## Climă
Tipul de climă din munții Ciulîșman este climă hipercontinentală⁠(d), cu ierni reci, lungi și veri scurte. Temperatura medie în ianuarie este de -22°C, iar în iulie +14°C. Perioada dintre ultimul îngheț de primăvară și primul de toamnă este de aproximativ 50 de zile. Cantitatea de precipitații variază în funcție de altitudine: 300-350 mm pe an în văile râurilor Ciulîșman și Bașkaus și până la 1000 mm deasupra crestelor. Majoritatea precipitațiilor cad în lunile de vară. Iernile sunt caracterizate de zăpadă puțină și vânturi puternice.